# 北九州福岡道路
北九州福岡道路（きたきゅうしゅうふくおかどうろ）は福岡県北九州市から同県福岡市に至る延長約50 kmの地域高規格道路の候補路線（調査中）である。
既に渋滞が多発している国道3号や国道495号等の既存幹線道路の混雑緩和や交流の拡大が期待されている。

## 路線
- I期 -  福岡県古賀市～福岡県福岡市[1]
- II期 - 福岡県北九州市～福岡県古賀市[1]